# Diómedes Peña
Diómedes Peña Zúñiga (Robles, Valle del Cauca, 21 de marzo de 1976) es un exfutbolista y actual director técnico colombiano. Como jugador, se desempeñó como defensa y desarrollo la mayor parte de su carrera profesional en Bolivia. Desde 2024 dirige a las divisiones inferiores de San Antonio.
A nivel internacional jugó la Copa Libertadores con La Paz Fútbol Club, la Copa Sudamericana con Aurora y la Liga Europa de la UEFA con el kF Tirana de Albania. Por su poderío físico en el campo se lo apodaba La Muralla.

## Trayectoria

### Como jugador
Nacido en Robles, Valle del Cauca, Peña empezó a jugar como defensor central para los equipos locales Alianza Robles, El Cóndor y el Deportivo Pasto. Llegó a Bolivia en 2001, para jugar Mariscal Braun, Iberoamericana, La Paz Fútbol Club Y Aurora. Peña También tuvo un período con el KF Tirana en la Superliga de Albania de enero de 2006 hasta enero de 2007, jugando 21 juegos y marcando 2 goles, ayudándoles ganar el Superliga de Albania y la Supercopa de Albania. Peña era capitán de La Paz Fútbol Club, y tuvo un período breve como entrenador durante 2010.

## Clubes

### Como jugador
| Club           | País    | Año         |
| -------------- | ------- | ----------- |
| Mariscal Braun | Bolivia | 2002 - 2003 |
| Iberoamericana | Bolivia | 2004        |
| La Paz FC      | Bolivia | 2005        |
| KF Tirana      | Albania | 2005 - 2007 |
| La Paz FC      | Bolivia | 2007 - 2008 |
| Blooming       | Bolivia | 2009        |
| The Strongest  | Bolivia | 2009        |
| La Paz FC      | Bolivia | 2010        |
| Aurora         | Bolivia | 2011 - 2012 |
| ABB            | Bolivia | 2012        |

### Como entrenador
| Club                                | País    | Año           |
| ----------------------------------- | ------- | ------------- |
| Enrique Happ                        | Bolivia | 2014 - 2016   |
| Municipal de Tiquipaya              | Bolivia | 2020          |
| San Antonio Bulo Bulo               | Bolivia | 2021          |
| Aurora (Futbol base)                | Bolivia | 2022          |
| Hiska Nacional                      | Bolivia | 2024          |
| San Antonio Bulo Bulo (Fútbol base) | Bolivia | 2024-presente |

## Palmarés

### Como jugador
Títulos nacionales
| Título               | Club      | País    | Año     |
| -------------------- | --------- | ------- | ------- |
| Superliga de Albania | KF Tirana | Albania | 2005/06 |
| Copa de Albania      | KF Tirana | Albania | 2005/06 |
| Supercopa de Albania | KF Tirana | Albania | 2006    |

## Vida personal
Es primo del exfutbolista John Peña Carabalí.